# Gollania japonica
Gollania japonica är en bladmossart som beskrevs av Hisatsugu Ando och Masanobu Higuchi 1981. Gollania japonica ingår i släktet Gollania och familjen Hypnaceae. Inga underarter finns listade i Catalogue of Life.